# Christian Friedrich Ecklon
Christian Friedrich Ecklon (født 1795 Aabenraa, død 1868 Capetown) var en dansk botaniker og apoteker. Hans officielle botaniske forfatter-forkortelse er "ECKL. ".
Ecklon kendes især for at være ivrig samler og forsker af planter i Sydafrika. Som de fleste botanikere, indsamlede han også insekter tilknyttet til de planter, han studerede.
Ifølge IPNI, har Ecklon opdaget og navngivet i alt 1974 forskellige arter.
Ecklon var søn af en slagter i Aabenraa, og tog en uddannelse som farmaceut i Kiel. Han tog til Sydafrika i 1823 som apoteker-lærling og blev uddanet farmaceut der, hvor han søgte efter planter med medicinsk værdi. Da han manglede forskningsmidler og led af dårlig helbred, levede han af at sælge plante-løg til dyrkning og salg af plantemedicin, som han selv lavede. Han var dog i stand til at rejse frem og tilbage til Europa med stadig større samling af planter, som han præsenterede og beskrev for andre videnskabsfolk. Han døde i Capetown. 
Hans store samling af sydafrikanske planter og hans værker, der beskrev dem, dannede grundlaget for det store botaniske værk Flora Capensis (1860–1865) skrevet af hans ven, farmaceuten Otto Wilhelm Sonder (1812–1881) fra Hamborg i samarbejde med den irske botaniker William Henry Harvey (1811–1866). Plantesamlingen blev senere solgt til Unio Itineraria, en botanisk forening i Württemberg.
Til Ecklons ære, blev brunalger-arter fra familien Alariaceae navngivet Ecklonia, såsom Ecklons tang (Ecklonia biruncinata eller E. radiata) og Ecklons Lilla Isplante (Delosperma ecklonis). Derudover er evighedsblomst-arten (Helichrysum ecklonis) og Bornholm-margueritten Osteospermum ecklonis også opkaldt efter ham.